# Шин, Матей
Матей Шин (чеш. Matěj Šín; род. 2 июня 2004, Острава) — чешский футболист, атакующий полузащитник клуба «Баник».

## Клубная карьера
Шин — воспитанник клубов «Поланка», «Витковице» и «Баник». 12 февраля 2022 года в матче против «Теплице» он дебютировал в Гамбринус лиге в составе последнего. В том же году игрок приостановил карьеру из-за болезни, но когда он вылечился вернулся к тренировкам. 18 февраля 2023 года в поединке против «Зброёвки» Матей забил свой первый гол за «Баник».

## Международная карьера
22 марта 2025 года в отборочном матче чемпионата мира 2026 против сборной Фарерских островов Шин дебютировал за сборную Чехии.
В 2025 году Шин в составе молодёжной сборной Чехии принял участие в молодёжном чемпионате Европы в Словакии.